# Xiadong (köping i Kina, Guangxi)
Xiadong (kinesiska: 下冻镇, 下冻) är en köping i Kina. Den ligger i den autonoma regionen Guangxi, i den södra delen av landet, omkring 170 kilometer väster om regionhuvudstaden Nanning. Antalet invånare är 16497. Befolkningen består av 8 022 kvinnor och 8 475 män. Barn under 15 år utgör 17,0 %, vuxna 15-64 år 69 %, och äldre över 65 år 12,0 %.
Genomsnittlig årsnederbörd är 1 843 millimeter. Den regnigaste månaden är augusti, med i genomsnitt 366 mm nederbörd, och den torraste är februari, med 26 mm nederbörd.